# Minimum Vital
Minimum Vital est un groupe français de rock progressif, originaire de Bègles, près de Bordeaux.

## Histoire
En 1980, les frères Thierry et Jean-Luc Payssan, âgés de 16 ans, réalisent leurs premiers enregistrements amateurs de chansons pop des années 1960 sous le nom de Rocking Chair. Ils utilisent ensuite ces enregistrements pour produire le LP Origi Redux sous le nom de Survival. Avec Eric Rebeyrol (guitare basse) et François Péron (batterie), ils fondent le groupe Concept en 1982, mais Péron quitte le groupe dès le premier concert en septembre 1983 et est remplacé par Antoine Fillon. En 1984, la flûtiste Anne Colas rejoint le groupe, avec lequel ils remportent un concours à Mimizan, dont le premier prix est l'enregistrement d'un 45 tours au studio Carat à Bordeaux. L'ingénieur du son Philippe Ravon propose d'enregistrer un LP entier au lieu du single, mais le studio ne trouve pas de label discographique pour l'album et n'est pas en mesure de financer le LP à lui seul. Au lieu de cela, le groupe sort l'album Envol triangles en cassette audio en 1995 à 500 exemplaires. Avec cette sortie, le groupe change de nom pour Minimum Vital car un groupe nommé Concept existait déjà. Après le départ du batteur Antoine Fillon et d'Anne Colas, c'est Christophe Godet qui prend la relève.
En 1988, Minimum Vital sort le LP Les Saisons marines sur Musea Records fondé par Bernard Gueffier et Francis Grosse. En 1990, le groupe sort son premier CD Sarabandes, enregistré à Château-l'Évêque. En 1992, les deux premiers albums de Minimum Vital Envol triangles et Les Saisons marines sont réédités sur un seul CD. La même année sort l'album La Source, dans lequel les frères Payssan apportent plus de parties vocales que sur les albums précédents, épaulés par la chanteuse Jaki Whitren. Pour leur cinquième album Esprit d'amor, le chanteur Jean-Baptiste Ferracci rejoint Minimum Vital en 1996. En 1998, Thierry et Jean-Luc Payssan lancent le projet parallèle Vital Duo et sortent l'album Ex Tempore en 2001. En 2001, les Passiens ouvrent leur propre studio d'enregistrement, Vital Musique.
En 2004, Minimum Viral sort son sixième album, Atlas. Charly Berna quitte le groupe et Didier Ottaviani reprend la batterie, mais pratiquement, le groupe était déjà en cours de dissolution à ce stade. Les frères Payssan continuent à travailler sous le nom de Vital Duo. En 2005, Jean-Luc Payssan sort son album solo Pierrots et Arlequins, et les deux frères et Eric Rebeyrol continuent Minimum Vital sans batteur en trio. en 2009 sort l'album Capitaines.
Les membres du groupe n'étant pas des musiciens à temps plein, il y a eu plusieurs phases plus longues dans l'histoire du groupe sans concerts ni sorties. Thierry est architecte, Jean-Luc Payssan est bibliothécaire et Eric Rebeyrol est administrateur système dans une école. En 2011, Thierry Payssan sort son album solo Dans la maison vide.
2016, Minimum Vital sort l'album Pavanes, et le batteur Charly Berna revient dans le groupe en 2018. En 2019 sort l'album Air caravan.

## Discographie

### Albums studio
- 1986 : Envol triangles (cassette audio)
- 1988 : Les Saisons Marines
- 1990 : Sarabandes
- 1992 : La Source – huit chants de lumière
- 1997 : Esprit d'Amor
- 2004 : Atlas
- 2009 : Capitaines
- 2016 : Pavanes
- 2019 : Air caravan

### Albums live
- 1998 : Au cercle de pierre
- 2021 : Minnuendö: Live 2021

### Autres enregistrements
- 1992 : Envol triangles - Les Saisons marines (Réédition des deux premiers albums)
- 1993 : Danse des vœux  (EP)

### Vidéos
- 1995 : Les Mondes De Worlds of Minimum Vital (VHS)
- 2012 : Chapitre 3
- 2013 : Au Cercle de pierre et Autres archives live
- 2016 : Connexions
- 2024 : Minimum Vital au festival Crescendo 2023

### Projets annexes

#### Vital Duo
- 1992 : Ex tempore
- 2002 : Le Jardin hors du temps (DVD)

#### Jean-Luc Payssan
- 2005 : Pierrots et Arlequins

#### Thierry Payssan
- 2011 : Dans la maison vide